# Красный Маяк (Свердловская область)
Кра́сный Мая́к — посёлок в городском округе Богданович Свердловской области. Управляется Грязновским сельским советом.

## География
Населённый пункт расположен на левом берегу реки Кунары, ниже устья её правого притока — реки Грязнушки, в 2 километрах на север от Сибирского тракта и в 20 километрах на запад от административного центра округа и района — города Богдановича. В окрестностях посёлка находятся ключи, вода из которых, по оценке специалистов, — минеральная и пригодна для лечения заболеваний желудочно-кишечного тракта. В 7—8 километрах к северо-западу от Красного Маяка находится ландшафтный памятник природы — Ольховское болото, а в 5 километрах к северу, в урочище Волчья Падь, — ботанический памятник природы — Волчье болото
Часовой пояс
Красный Маяк, как и вся Свердловская область, находится в часовой зоне МСК+2. Смещение применяемого времени относительно UTC составляет +5:00.

## История
Посёлок Красный Маяк основан в 1920-е годы крестьянами села Грязновского в качестве коммуны по обработке земли. До 22 ноября 1966 года назывался поселок участка № 2 станции искусственного осеменения. В посёлке был ДК и пионерлагерь Восток-2. Учителей Грязновской СОШ отправляли на летнюю подработку в лагерь. В пионерлагере был: столярный и деревообрабатывающий цех, столовая, купальня на реке Кунара, недостроенный бассейн, жилые корпуса, здание, выполняющее досуговую функцию, административный корпус. В настоящий момент здания лагеря частично сохранились.

## Население
| 2002 | 2010 | 2021 |
| ---- | ---- | ---- |
| 227  | ↗228 | ↘156 |

Структура
По данным переписи 2002 года, национальный состав Красного Маяка следующий: русские — 80 %, украинцы — 6 %, татары — 5 %, мордва — 4 %. По данным переписи 2010 года, в посёлке проживали 113 мужчин и 115 женщин.

## Инфраструктура
Посёлок Красный Маяк включает 7 улиц:
| 1. Улица Коммунаров 2. Лесная улица 3. Улица Лесничество | 1. Набережная улица 2. Полевая улица 3. Речная улица | 1. Лесной переулок |

В посёлке есть садовый центр «Juniper»，Грязновское лесничество, а также продуктовый магазин в здании лагеря.